# Francesco Bissolo

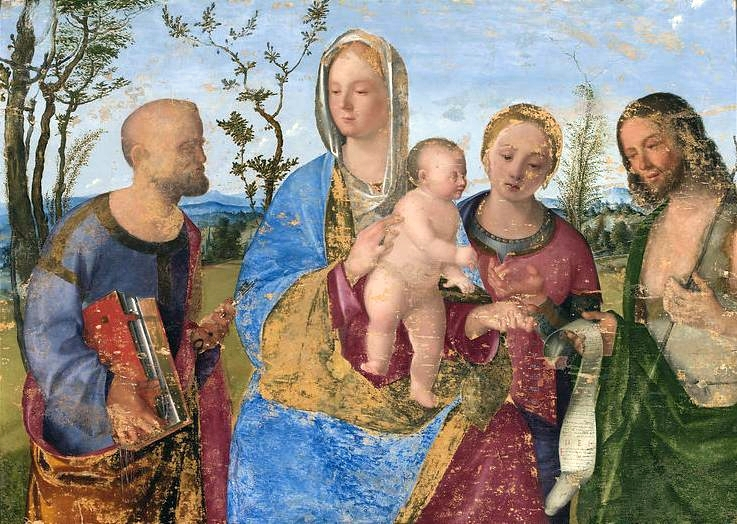
Francesco Bissolo, Matrimoni Místic de Santa Caterina, 1500-1525, oli sobre llenç, 72 x 96 cm; Museu Nacional de Varsòvia.

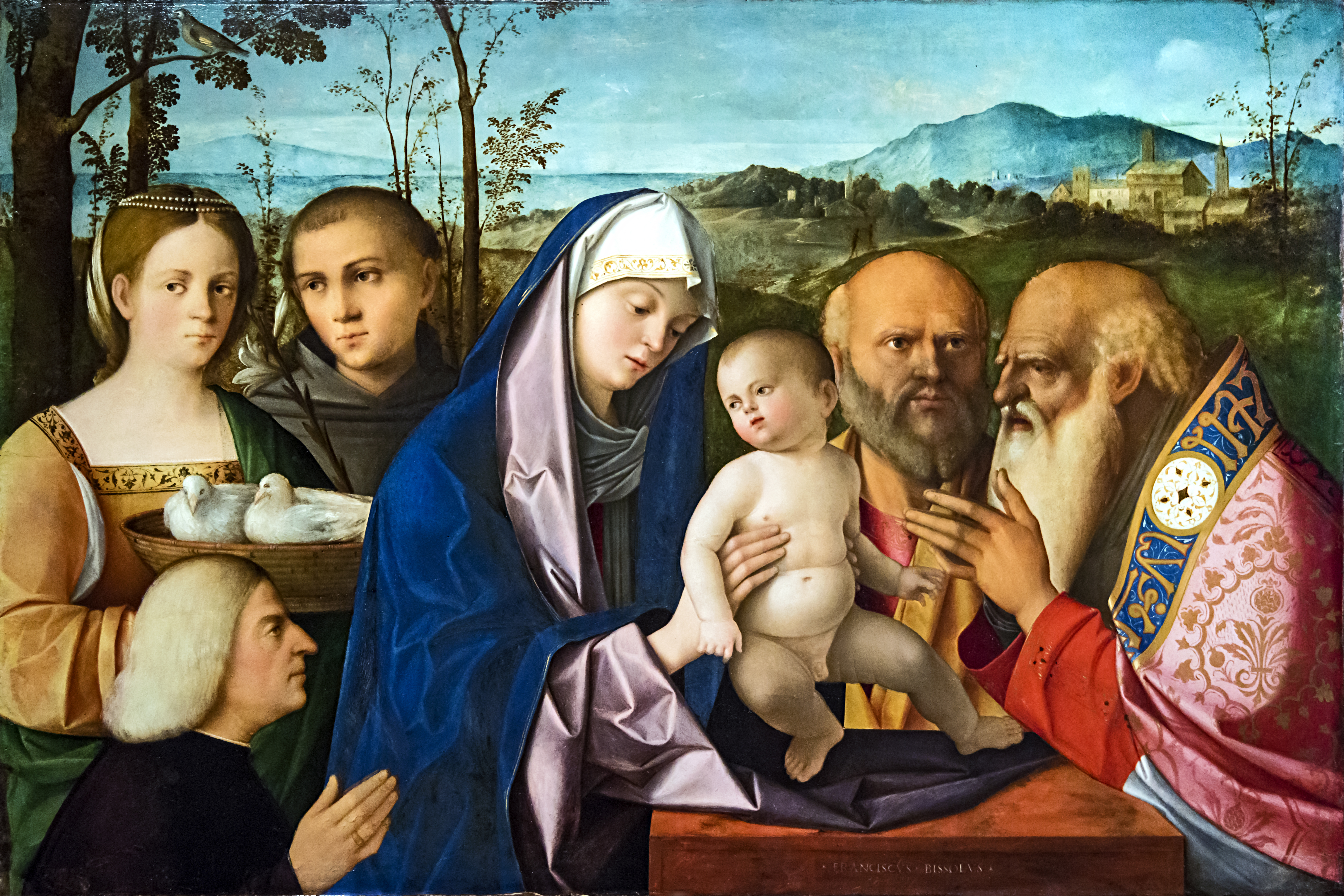
Presentació de Jesús al temple, Galeria de l'Acadèmia de Venècia.

Francesco Bissolo (Treviso (Vèneto) entre 1470-1472 - Venècia, 20 d'abril 1554) va ser un pintor venecià del Renaixement. També és conegut com a Pier Francesco Bissolo, té obra documentada entre 1492-1554.

## Biografia
Deixeble i ajudant de Giovanni Bellini, va estar amb ell durant la decoració del Palau Ducal de Venècia (1492). Com a artista independent sempre va mantenir un fort vincle amb la manera de pintar del mestre, encara que va introduir algunes novetats com una major suavitat al modelatge de les figures i una gran expressivitat als rostres. Sembla que va tenir alguna relació amb un altre pintor bellinià, el seu quasi contemporani Domenico Mancini, algunes de les obres del qual li han estat atribuïdes a Bissolo.

## Obres destacades
- Mare de Déu amb l'Infant, sants i dos donants, National Gallery de Londres.
- Mare de Déu amb l'Infant, Sant Pau i una dona màrtir, National Gallery de Londres.
- Retrat d'una dona jove, (c. 1500), Country Museum, Los Angeles.
- Crist que transforma la corona d'espines e] una corona d'or per a Santa Caterina (1513) per a l'església del Redemptor, ara a la Galeria de l'Acadèmia de Venècia.
- Santa Justina en la catedral de Treviso.
- Sagrada Família amb un donant en un paisatge (1520), Dayton Art Institute d'Ohio.[1]